# Luka Zahovič
Luka Zahovič (Guimarães, 15 november 1995) is een Sloveens voetballer die doorgaans als aanvaller speelt. Hij verruilde sc Heerenveen in februari 2017 voor NK Maribor, dat hem in het voorgaande halfjaar al huurde.

## Clubcarrière
Zahovič is een zoon van voormalig Sloveens international Zlatko Zahovič. Hij sloot zich in 2001 aan bij SL Benfica toen zijn vader daar actief was. In 2007 trok de aanvaller naar NK Maribor, toen zijn vader daar een functie kreeg als technisch directeur. Zahovič debuteerde op 20 mei 2013 in het eerste elftal van Maribor, tijdens een wedstrijd in de Sloveense competitie tegen NK Aluminij op de laatste speeldag van het seizoen 2012/13. In de eerste helft van het daaropvolgende seizoen speelde Zahovič elf competitieduels mee. In januari 2014 werd besloten om Zahovič voor zes maanden te verhuren aan toenmalig tweedeklasser NK Veržej, waarvoor hij drie doelpunten maakte in tien competitiewedstrijden. In de zomer werd hij teruggehaald door Maribor. Hiervoor debuteerde hij in het seizoen 2014/15 in de UEFA Europa League en het jaar erna in de UEFA Champions League.
Zahovič tekende in augustus 2015 een contract tot medio 2018 bij sc Heerenveen, met een optie voor nog twee seizoenen.

## Clubstatistieken
| Seizoen | Club          | Land      | Competitie                  | Wed. | Doelp. |
| ------- | ------------- | --------- | --------------------------- | ---- | ------ |
| 2012/13 | NK Maribor    | Slovenië  | PrvaLiga Telekom            | 1    | 0      |
| 2013/14 | NK Maribor    | Slovenië  | PrvaLiga Telekom            | 11   | 0      |
| 2013/14 | → NK Veržej   | Slovenië  | 2. slovenska nogometna liga | 10   | 3      |
| 2014/15 | NK Maribor    | Slovenië  | PrvaLiga Telekom            | 30   | 12     |
| 2015/16 | NK Maribor    | Slovenië  | PrvaLiga Telekom            | 3    | 1      |
| 2015/16 | sc Heerenveen | Nederland | Eredivisie                  | 6    | 0      |
| 2016/17 | → NK Maribor  | Slovenië  | PrvaLiga Telekom            | 15   | 11     |
| 2016/17 | NK Maribor    | Slovenië  | PrvaLiga Telekom            | 13   | 4      |
| 2017/18 | NK Maribor    | Slovenië  | PrvaLiga Telekom            | 25   | 18     |
| 2018/19 | NK Maribor    | Slovenië  | PrvaLiga Telekom            | 28   | 13     |
| Totaal  | Totaal        | Totaal    | Totaal                      | 142  | 62     |

## Interlandcarrière
Zahovič kwam uit voor diverse Sloveense nationale jeugdelftallen. In 2013 debuteerde hij in het shirt van Slovenië –19. Hij werd op 21 mei 2024 door bondscoach Matjaž Kek opgenomen in de voorlopige Sloveense selectie voor het EK 2024 in Duitsland, maar viel af voor de definitieve selectie.
1 Cotman ·
2 Klinar ·
5 Vrhovec ·
6 Pihler ·
7 Kronaveter ·
8 Crețu ·
9 Tavares  ·
10 Požeg Vancaš ·
11 Zahovič ·
13 Pirić ·
14 Mihelič ·
20 Bajde ·
21 Dervišević ·
22 Milec ·
23 Kolmanič ·
26 Rajčević ·
27 Mešanović ·
28 Viler ·
32 Mitrović ·
33 Handanovič ·
37 Koblar ·
44 Uskoković ·
47 Kotnik ·
55 Peričić ·
96 Felipe Santos ·
98 Mulahusejnović ·
Coach: Milanič